# Trittico di Lepreno
Il trittico di Lepreno è composto da tre tavole dipinte da Francesco di Simone da Santacroce per la chiesa di San Giacomo Maggiore Apostolo e Sant'Alessandro Martire di Lepreno e conservato nella pinacoteca dell'Accademia Carrara di Bergamo, mentre la chiesa ne conserva una copia.

## Storia
Nel Cinquecento molti commercianti si erano spostati dalla val Brembana e Venezia per poter dare sviluppo alla propria attività e avendo trovato fortuna commissionavano dipinti ad artisti, anche d'origine bergamasca, da donare alle chiese dei luoghi d'origine, anche per manifestare la nuova alta condizione sociale. Anche il trittico fu commissionato per la chiesa di Lepreno da personaggi oriundi della località. L'opera fu quindi eseguita dal Santacroce a Venezia e mandata poi al luogo di destinazione. L'opera fu consegnata per un restauro nello studio di un pittore nell'Ottocento Giuseppe Rillosi il quale, per averne una copia ben eseguita non fece altro che ripetere l'originale, anche se coni colori più appariscenti cosa che confuse e ingannò i parrocchiani di Lepreno che considerarono originali le copie. Fu così che nell'abside della chiesa fu collocata una copia ben eseguita dell'originale, che rimase in casa del restauratore.

L'informazione fu ripresa da Maria Cristina Rodeschini nel suo studio pubblicato nel I Pittori Bergamaschi dell’Ottocento riferita al Rillosi che cita la sua capacità di riproduzione opere originali indicando anche due lavori di Lepreno:
copie di dipinti cinquecenteschi, espressione, specie in un caso, del notevole livello raggiunto dalle sue doti mimetiche, sostenute dall’esperienza del restauro: si tratta di due opere del pittore bergamasco, naturalizzato veneziano, Francesco di Simone da Santacroce, rispettivamente a Spino ed a Lepreno in Valle Brembana. Le copie eseguite dal Rillosi si trovano ancor oggi nelle rispettive chiese di provenienza degli originali, entrambi entrati a far parte del patrimonio dell'Accademia Carrara, l'uno nel 1868 e l'altro nel 1906»
(I pittori berganschi dell'ottocento–Giuseppe Rillosi)
Il trittico fu donato dal restauratore ad Antonio Piccinelli nel 1870 al nipote Giovanni Piccinelli che ne fece dono all'Accademia Carrara di Bergamo.

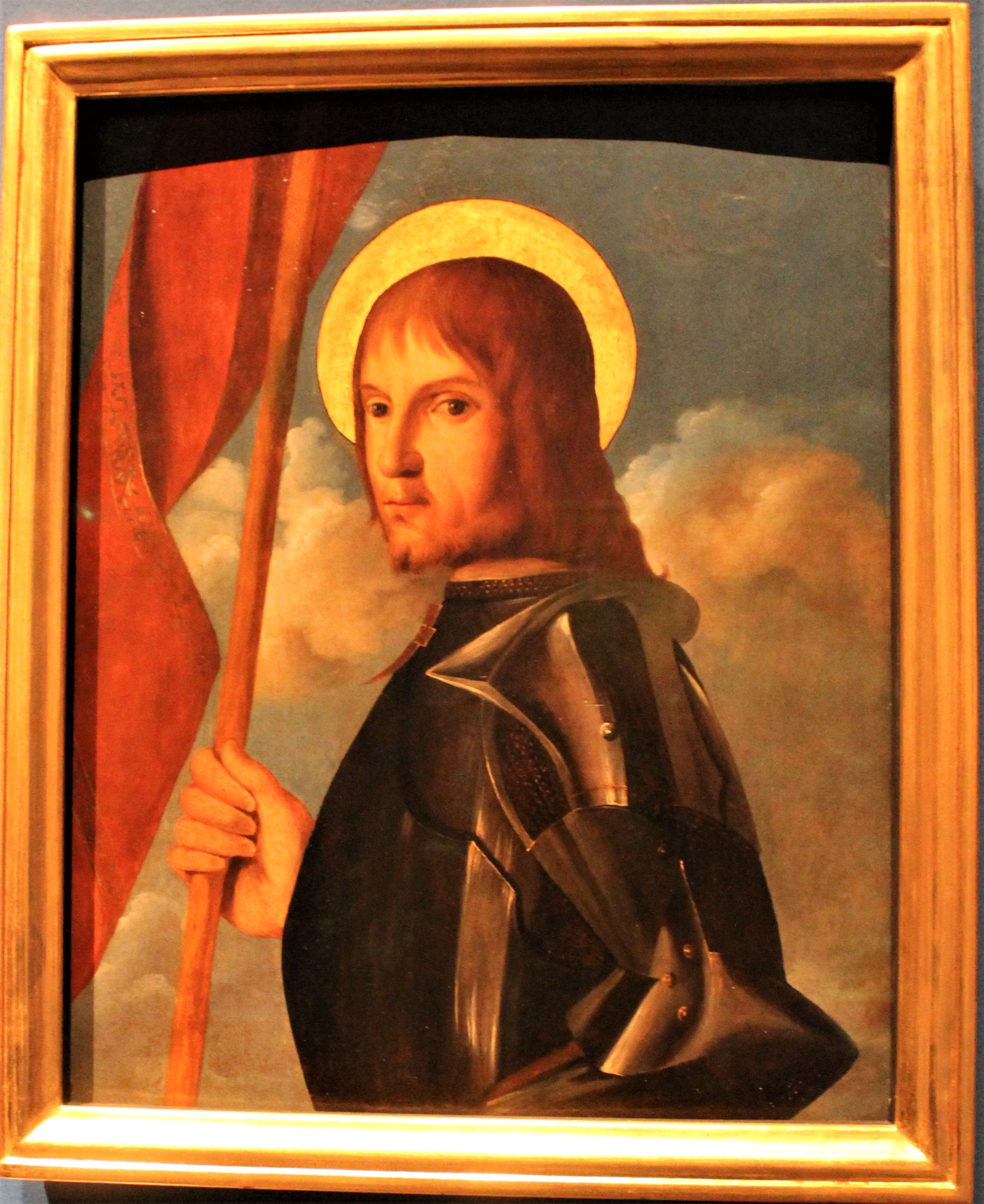
Johannes Ispanus-Santo soldato

La copia è conservata nell'abside della chiesa di Lepreno, e dei tre dipinti due sono su tavola mentre san Giovanni è su tela.

## Descrizione e stile
(Vittore Pagnoncelli–Almanacco scientifico-artistico-letterario per l0anno 1985–anno 1885)
Le tre tavole raffigurano a figura intera sas Giovanni Battista in quella a sinistra (49x122), san Giacomo il Maggiore nella tavola centrale (59,4x124,7), titolare della chiesa, e in quella di destra sant'Alessandro di Bergamo (50,5x123,5). San Giacomo e sant'Alessandro sono titolari della chiesa mentre san Giovanni Battista era titolare della chiesa di Dossena da cui si era staccata nel 1190.
La tavola centrale riporta su un cartiglio posto ai piedi del pastone di san Giacomo il Maggiore la scritta: «IHS 1506 / FO FATA NTENPO DE [L]IZANDRO / DE ANTONIO DE [L]IZANDRO DITO / SERVA ET ZUAN DE BORTOLA / MIO ET PON[ZI]O D[E] I[E]RONIMO / FRANCESCO DE SIMON DE SANTA CROSE FECIT» indicando il nome dei committenti che sicuramente indicarono anche la raffigurazione dei santi titolari la chiesa.

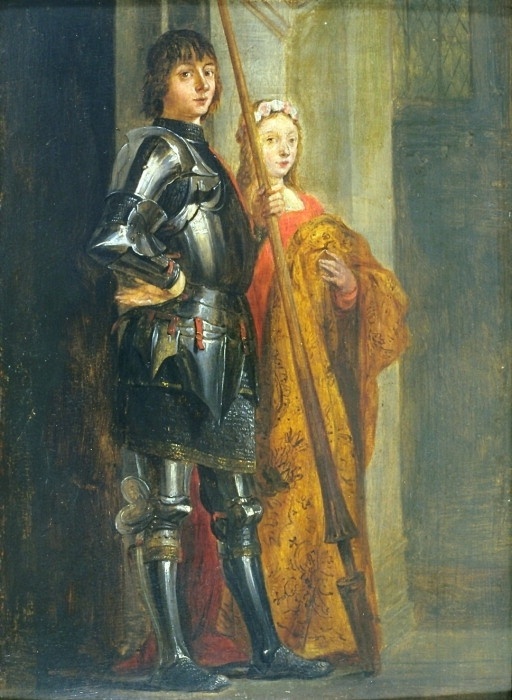
Antonello da Messina Pala di Cassiano–particolare di santo soldato

Il lavoro originariamente era completo di una lunetta, e riprendeva il trittico san Cristoforo della Pace di Giovanni Bellini andato perduto, che inserita in tre tavole semicircolari le raffigurazioni completandole con una lunetta dove vi era la Madonna tra due sante, inserite in una cornice lignea. Secondo la descrizione fatta nel 1857 da Giovanni Battista Cavalcaselle il trittico di Lepreno era inserito in una struttura completa di una lunetta raffigurante Padre eterno benedicente. L'artista conosceva bene i lavori di Bellini essendo stato suo alunno come indicato nella pala Madonna col Bambino in trono tra i santi Zaccaria e Gerolamo della chiesa di San Pietro di Murano dove si era firmato D.I.B., discepolo di Giovanni Bellini.
Lo studio della raffigurazione di sant'Alessandro posto sul lato destro del trittico, riporta al dipinto di Antonello da Messina con l'immagine di un santo guerriero realizzato nel 1475,e questo conferma che l'artista amava lo studio e la comprensione di altre opere di artisti autorevoli, per poterne poi attingere i modelli ritenendoli non solo dalla critica ma da lui stesso molto funzionali e idonei alla sua opera.
Questo risolverebbe la presenza nei depositi della pinacoteca di Brera di un dipinto su tavola di Johannes Ispanus raffigurante un santo guerriero del 1506, nel medesimo atteggiamento, pittore che sicuramente visse un periodo a Venezia, dipinto che è considerato di maggior valore, per l'intensità dello sguardo.
Si consideri che in arte non ci sono i furti pittorici, ma il riconoscimento dell'arte di altri artisti, e le opere di Antonello da Messina furono da subito considerate rilevanti come dichiarato nel 1493 da Marin Sanudo: sì buone che appariscono viventi, e non li manca se non l'anima.